# Halopeplis
Halopeplis is een geslacht uit de amarantenfamilie (Amaranthaceae). De soorten komen voor van het Middellandse Zeegebied tot in Xinjiang en Pakistan, en van de Sahara en de Sahel tot op het Arabisch Schiereiland.

## Soorten
- Halopeplis amplexicaulis (Vahl) Ung.-Sternb. ex Ces., Pass. & Gibelli
- Halopeplis perfoliata (Forssk.) Bunge ex Ung.-Sternb.
- Halopeplis pygmaea (Pall.) Bunge ex Ung.-Sternb.

... · 
Achyranthes · 
Aerva ·
Alternanthera ·
Amaranthus (Amarant) · 
Atriplex (Melde) · 
Axyris · 
Bassia (Zoutkruid) · 
Beta (Biet) · 
Blitum (Spiesganzenvoet) · 
Celosia · 
Chenopodium (Ganzenvoet) · 
Corispermum (Vlieszaad) · 
Dysphania · 
Halimione (Zoutmelde) · 
Halocnemum · 
Halothamnus · 
Haloxylon · 
Kochia · 
Krascheninnikovia · 
Polycnemum (Knarkruid) · 
Patellifolia · 
Ptilotus · 
Pupalia ·
Salicornia (Zeekraal) · 
Salsola (Loogkruid) · 
Spinacia · 
Suaeda · 
Traganum · 
...